# Набережное (Полтавская область)
Набережное (укр. Набережне) — село, Бабичовский сельский совет, Глобинский район, Полтавская область, Украина.
Код КОАТУУ — 5320680402. Население по переписи 2001 года составляло 140 человек.
Село указано на специальной карте Западной части России Шуберта 1826-1840 годов как хутор Кагарлыкской, рядом есть Ляховичи     

## Географическое положение
Село Набережное находится на правом берегу реки Сухой Кагамлык, выше по течению примыкает село Бабичовка, ниже по течению на расстоянии в 1,5 км расположено село Погребы. На реке большая запруда. Рядом проходит автомобильная дорога Т-1716.

## Происхождение названия
До середины 60-х годов называлось село Кагамлык, которое ещё раньше, в начале 20-го века называлось хутор Чернечий. Хутор Чернечий в 17—18 веках принадлежал Пивногорскому монастырю, располагавшемуся в селе Городище, в настоящее время посёлок Градижск, Глобинского района Полтавской области.

## История
До революции 1917 года село делилось на три части. Центральную часть составляли «казенные крестьяне». В северной части жил помещик Печенный и его бывшие крепостные, а в южной части — бывшие крепостные помещика Ляховича. Предки Печенного и Ляховича были казаками и сотниками Чигиринского, а потом — Миргородского полка.